# Rémy Lemaire
Pour les articles homonymes, voir Lemaire.
Rémy Lemaire, né le 30 avril 1937 à Saint-Mihiel et mort le 1er septembre 1992 en Namibie, est un physicien français.

Terre rares beaucoup étudiés par Rémy Lemaire.

## Biographie
Rémy Lemaire est connu pour son rôle dans le développement de la physique dans la ville et l'Université de Grenoble. Lorrain d'origine, il effectue ses études, achevées en 1957, à l'Institut polytechnique de Grenoble. Il intègre, en 1960, le groupe de diffraction neutronique.
Fortement engagé dans des causes humanitaires, c'est dans ce cadre qu'il décède en 1992 en Namibie lors d'un accident de voiture avec sa femme et leur fils.

## Recherches
Après sa thèse, il intègre le Centre national de la recherche scientifique (CNRS), et plus précisément le laboratoire d’Électrostatique de Physique de Métal. Il y dirige un groupe travaillant sur l'étude des composés métalliques à base de terre rare,,, . Les avancées sont nombreuses : transition de magnétisme d'électrons itinérants dans des composés terres rares-cobalt, effet Invar dans des composés terres rares-fer. Il commence une collaboration avec la société UGIMAG.
Il devient directeur du laboratoire Louis Néel (intégré depuis dans un ensemble intitulé Institut Néel) et est  président de la section magnétisme de l'Union internationale de physique pure et appliquée (IUAP).
En 1991, il part à Paris pour participer à la fondation de l'Université d'Évry.